# 張仁淑
張 仁淑（チャン・インスク、朝鮮語: 장인숙、1941年 - ）は、朝鮮民主主義人民共和国（北朝鮮）の女性建築家。1941年北朝鮮咸鏡北道富寧郡生まれ。清津工業建設専門学校卒業。平壌運輸大学運輸建設学部橋梁・トンネル科を卒業し、平壌都市設計事業所の設計員として26年間勤め、北朝鮮の主要建設事業に参加した。 主体思想塔、光復通り、平壌-南浦間高速道路などを建設した。北朝鮮女性初の「金正日表彰」受賞（10個余り表彰受賞）。ソビエト連邦崩壊後、ウクライナに留学していた長男が韓国に亡命したために、1990年末に平壌を追放され、咸鏡北道穏城に強制移送、穏城北部地区炭鉱設計事業所に勤務。1997年9月に脱北して、韓国に亡命した。大韓土木学会の正会員に加入した。また土木学会誌に北朝鮮の建設現況について連載したり、対北朝鮮投資企業などに諮問役を務めたりもした。平和統一脱北人連合会会長、脱北女性の会・つつじの会会長等を歴任 。

## 著書
- 『凍れる河を超えて―北朝鮮亡命者の手記』（上、下）、張仁淑 著、辺真一、李聖男 訳、2000年6月、講談社。[4][5]